# حسن ایوبی
حسن ایوبی (زاده ۲ فروردین ۱۳۵۰ - سبزوار) تدوین‌گر فیلم‌های سینمایی اهل ایران است.

## تدوین
- اجل معلق[۱] (۱۴۰۳)
- هفتاد سی (۱۴۰۲)
- تگزاس ۳ (۱۴۰۲)
- فسیل (۱۳۹۹)
- بچه زرنگ (۱۳۹۹)
- انفرادی (۱۳۹۸)
- تخته گاز (۱۳۹۷)
- چهار انگشت (۱۳۹۷)
- دینامیت (۱۳۹۷)
- آینه بغل (۱۳۹۶)
- اکسیدان (۱۳۹۵)
- چهل کچل (۱۳۹۵)
- گشت ۲ (۱۳۹۵)
- من سالوادور نیستم (۱۳۹۴)
- شاهزاده روم (۱۳۹۳)
- در مدت معلوم (۱۳۹۳)
- روزگاری عشق و خیانت (۱۳۹۲)
- او خوب سنگ می‌زند (۱۳۹۱)
- عملیات مهد کودک (۱۳۹۱)
- ۳۳ روز (۱۳۸۹)
- آسمان هشتم (۱۳۸۹)
- سلام بر فرشتگان (۱۳۸۹)
- ازدواج در وقت اضافه (۱۳۸۸)
- ناسپاس (۱۳۸۸)
- امشب شب مهتابه (۱۳۸۷)
- به کبودی یاس (۱۳۸۷)
- چار چنگولی (۱۳۸۷)
- نفوذی (۱۳۸۷)
- خروس جنگی (۱۳۸۶)
- شب حورا (۱۳۸۶)
- سنگ، کاغذ، قیچی (۱۳۸۵)
- عاشق (۱۳۸۵)
- غیرمنتظره (۱۳۸۵)
- گوشواره (۱۳۸۵)
- مصائب دوشیزه (۱۳۸۵)
- نصف مال من، نصف مال تو (۱۳۸۵)
- ستاره‌ها (جلد ۱: ستاره می‌شود) (۱۳۸۴)
- ستاره‌ها (جلد ۲: ستاره است) (۱۳۸۴)
- ستاره‌ها (جلد ۳: ستاره بود) (۱۳۸۴)
- شام عروسی (۱۳۸۴)
- تنهایی باد (۱۳۸۳)
- رستگاری در ۲۰/۸ دقیقه (۱۳۸۳)
- غروب شد بیا (۱۳۸۳)
- محفل ایکس (۱۳۸۳)
- مرثیه برف (۱۳۸۳)
- برگ برنده (۱۳۸۲)
- چشمان سیاه (۱۳۸۱)
- نبات داغ (۱۳۸۱)
- تیک (۱۳۸۰)
- شب برهنه (۱۳۸۰)
- غزل (۱۳۸۰)
- مزاحم (۱۳۸۰)
- نغمه (۱۳۸۰)
- سام و نرگس (۱۳۷۹)
- شهرت (۱۳۷۹)
- بیگانگان (۱۳۷۸)

## جشنواره‌ها
کاندیدا بهترین تدوین فیلم در چهل و یکمین جشنواره بین المللی فیلم فجر برای فیلم انیمیشن بچه زرنگ .
جایزه بهترین تدوین برای فیلم لاله از جشنواره فیلم های ورزشی .
- کاندیدا بهترین تدوین فیلم در بیست و نهمیمن جشنواره بین‌المللی فیلم فجر برای فیلم ۳۳ روز
- کاندیدا بهترین نمونه فیلم (آنونس) در بیست و نهمین جشنواره بین‌المللی فیلم فجر برای فیلم نفوذی - ۱۳۸۹
- کاندیدا بهترین نمونه فیلم (آنونس) در پنجمین دوره جشن خانه سینما برای فیلم آخر بازی - ۱۳۸۰